# Skautské středisko Kompas Brno
Junák – český skaut, středisko Kompas Brno (také JS Kompas Brno, „Patnáctka“ nebo 15. brněnské středisko Junáka) je organizační jednotkou Junáka a patří mezi největší brněnská skautská střediska. Skautské středisko Kompas je známé také pořádáním mnoha otevřených akcí (zejména sportovních turnajů) a kurzů pro budoucí skautské vedoucí.

## Základní charakteristika
Na začátku roku 2015 čítala členská základna střediska cca 180 členů. Celkem 133 dětí se účastnilo pravidelných aktivit v rámci největšího brněnského dívčího skautského oddílu NIKA, druhého největšího brněnského chlapeckého oddílu ORION a v roce 2010 vzniklého oddílu LYNX.

### Vedení střediska
Činnost střediska řídí volená středisková rada v čele s vedoucím střediska, který je statutárním orgánem. V současné době stojí v čele střediska Jan Závala. Středisková rada je vrcholným orgánem střediska mezi sněmy, schází se zpravidla jednou za měsíc a rozhoduje většinou hlasů přítomných členů.

### Profil a cíle střediska
Středisko Kompas samo sebe v rámci profilu střediska charakterizuje pěti profilovými hesly:
- osobní rozvoj a podpora tvořivosti
- zábava a zážitky v partě kamarádů
- možnost vyniknout pro každého
- zázemí na celý život – možnost mezinárodní spolupráce

Cílem střediska je podobně jako u jiných středisek Junáka výchova a všestranný rozvoj dětí.

## Historie
Kompas vznikl na začátku 90. let 20. století a pod vedením brněnského pedagoga, středoškolského profesora fyziky Igora Slatkovského, se brzy zařadil mezi aktivní střediska Junáka.

## Současné aktivity střediska
Od roku 2002 se v rámci aktivit střediska postavilo již pět hřišť pro děti z dětských domovů či stacionářů. Z vedoucích a odrostlých členů střediska a také z účastníků kurzů Rozrazil vyrostla skupina lidí, kteří věnují velkou část svého volného času stavbě prolézaček a výrobě hraček pro děti, které neměly tolik štěstí a nežijí stejný život jako ostatní. Až do roku 2006 probíhaly aktivity této skupiny pod záštitou střediska Kompas, od roku 2007 fungují pod novým občanským sdružením 8D. V prostorách střediska Kompas proběhly semináře o ekologických projektech a Fair trade. Středisko se také dlouhodobě účastní sbírek Květinový den, KAPKA a Postavme školu v Africe.
Pod hlavičkou střediska se koná jeden z největších kurzů zabývajících se výchovou budoucích skautských vedoucích – Čekatelský lesní kurz Rozrazil. V roce 2012 se koná již 15. ročník tohoto kurzu.

### Otevřené akce
Středisko Kompas otevírá své tábory i nečlenům střediska. Děti zde mají možnost se seznámit se skautským prostředím a zapadnout do fungujících družinek. Mezi další akce pro nejmladší děti patří turnaje v deskových hrách a turnaje v ufobale (hra podobná frisbee). Pro starší (zejména nad 15 let) je chystán volejbalový turnaj Vo zlatou hustilku a také turnaj v deskových hrách a v talířové (což je hra podobná frisbee hraná podle pravidel házené).

### Jamboree
V roce 2007 se 9 členů střediska zúčastnilo mezinárodního skautského Jamboree (celosvětové setkání skautů) v Anglii. Mezi jihomoravskými středisky mělo středisko Kompas na této akci největší zastoupení. Účastníci měli možnost setkat se se skauty a skautkami z celého světa, prohlédnout si Londýn, zúčastnit se celé řady zajímavých programů a vidět členy britské královské rodiny. Členové střediska Kompas se zúčastnili také Jaboree ve Švédsku v roce 2011, středoevropských Jamboree FÉNIX 1997, EUROCOR 1998, TATRACOR 2004, ORBIS 2006, evropských setkání Intercamp 2012 (v Německu), Intercamp 2013 (v Holandsku) a českého Jamboree s mezinárodní účastí KLÍČ 2008.

## Skautský dům
Od konce roku 2006 má středisko Kompas v pronájmu na 50 let rodinný dům v ulici Boženy Němcové v Králově Poli. Jedná se o třípodlažní stavbu s prostornou půdou, zahradou a dílnou. „Skautský dům“ je zázemím pro akce střediska a slouží rovněž jako ubytovna pro mladé lidi (nejen skauty), kteří zavítají na návštěvu Brna. Zázemí pro ně tvoří zatím kuchyň, koupelna a několik molitanů. Přespávají v některé z kluboven. Ve Skautském domě se pravidelně schází Brněnský klub deskových her. Skautský dům využívají oddíly ORION a NIKA. NIKA působí taktéž v brněnské čtvrti Medlánky. Oddíl LYNX má klubovnu v blízkých Ivanovicích.
Adresa skautského domu: Boženy Němcové 29, 612 00 Brno-Královo Pole

## Významné osobnosti
Igor Slatkovský (15. ledna 1962 – 29. listopadu 1994) byl brněnský pedagog a skautský vůdce. Absolvoval pedagogickou fakultu University Jana Evangelisty Purkyně v Brně (1987) a posléze působil jako učitel fyziky na Gymnáziu na třídě kapitána Jaroše v Brně (1988–1994).
Byl zakladatelem a prvním vedoucím skautského střediska Kompas Brno. Působil také v okresní radě Junáka Brno-město a po revoluci pořádal první roverské akce v Brně. K příležitosti 10 let obnoveného skautingu v Brně (rok 2000) byl vybrán mezi 12 nevýznamnějších osobností historie brněnského skautingu. Po jeho tragické smrti po něm byl pojmenován vzdělávací kurz pro skautské vedoucí – Jihočeská lesní škola Igora Slatkovského.
Další významné osobnosti:
- Radka Slatkovská – spoluzakladatelka střediska, dlouholetá vůdkyně dívčího oddílu a vedoucí střediska v letech 1995–1998 a 1999
- Martin Pokorný – spoluzakladatel střediska a dlouholetý vedoucí 12. chlapeckého oddílu (nyní sloučený s oddílem ORION)
- Lenka Sedláková – bývalá vedoucí dívčího oddílu a vedoucí střediska od roku 2005 do roku 2008
- Martin Hovorka – bývalý vedoucí chlapeckého oddílu Orion a vedoucí střediska od roku 2008 do roku 2013